# シャイェテット・13
シャイェテット・13 (英語: Shayetet 13, ヘブライ語: שייטת 13)は、イスラエル海軍に所属する特殊部隊である。主な任務は対テロ作戦、破壊工作、情報収集、船舶からの人質救出などである。
"シャイェテット"はヘブライ語で"艦隊"あるいは"船団"といった意味で、"シャイェテット13"を日本語に直訳すると第13艦隊となる。英語圏では英訳されて Flotilla 13 (フロティラ・13) と表現される事もある。

## 概要

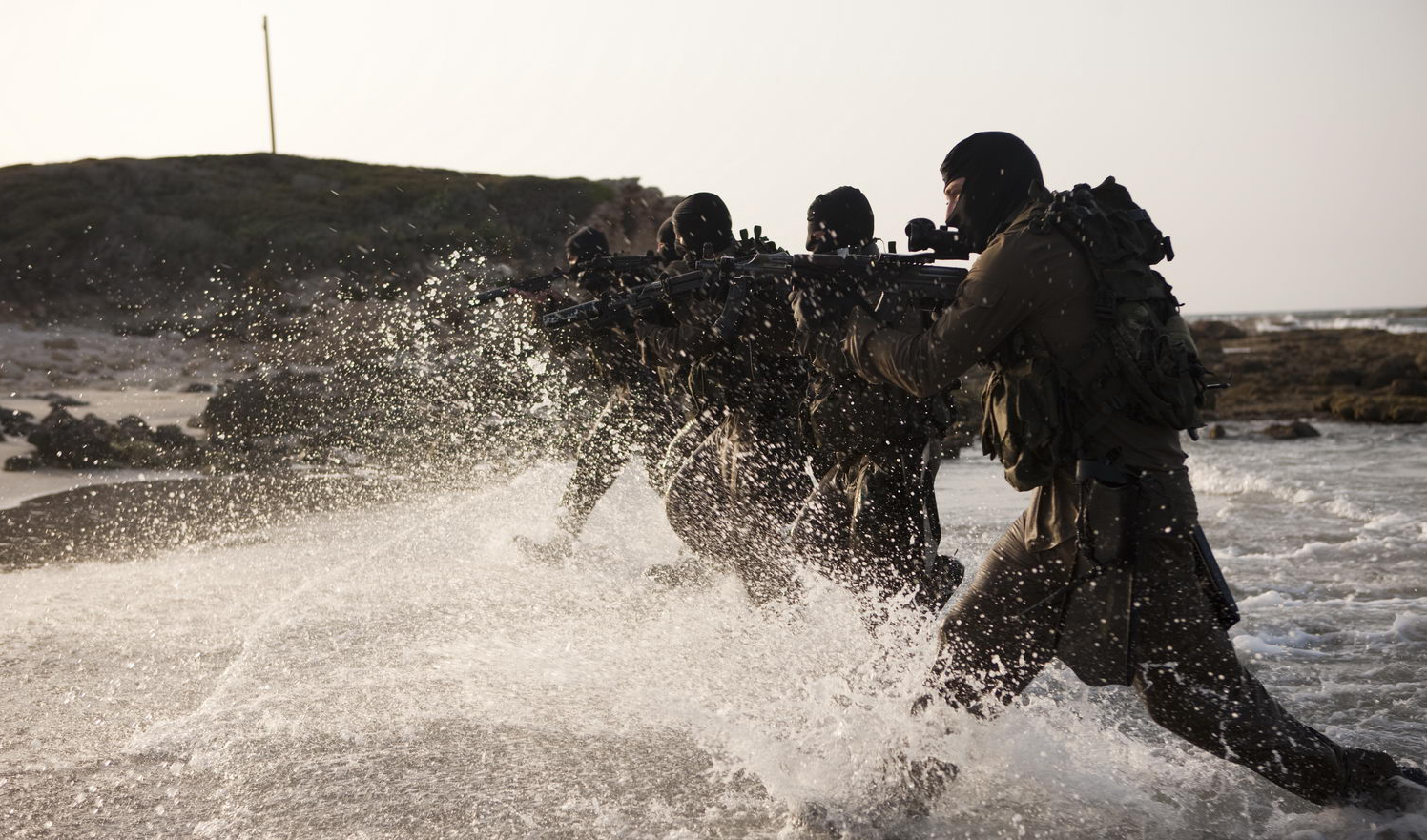
シャイェテット・13の隊員

1949年にヨハイ・ベン＝ヌンによって、ハガナーの水中破壊工作部門を基に設立された。設立時に主な影響を受けたのはイギリス海兵隊の特殊部隊・SBSである。
第三次中東戦争では目覚ましい活躍を得られなかったものの、その後の消耗戦争ではサイェレット・マトカルと共にエジプト軍の基地を襲撃し、基地を破壊してエジプト兵を多数殺害するなどの活躍を果たした。1973年にはベイルート特攻作戦に参加し、PLOと黒い九月への暗殺作戦のメンバーとなった。また、レバノン内戦ではヒズボラやPLOに対して多くの特殊作戦を実行。多数の戦闘員を殺害し保有兵器を損耗させた。
また、1980年代から90年代頃にはイスラエル軍にいくつかの特殊部隊が創設されたが、エゴズ、ドゥヴデヴァン、シムションといった部隊の創設時の指揮官やチームリーダーは既に経験を積んでいたシャイェテット・13のベテラン隊員がその任に就いた。
近年では、2008年にガザ紛争、2011年、エジプト経由でガザ地区に武器を輸送しようとした船舶の摘発などといった作戦に従事した。
また2019年後半以降、紅海周辺において、シリアやヒズボラに武器を供給していたイラン革命防衛隊の輸送船や偵察用艦船をリムペットマイン(吸着爆弾)などを用いて攻撃する作戦に従事した。
シャイェテット・13の活動はイスラエル国防軍の中でも秘密性が高く、彼らが実行した作戦の詳細は国家機密とされている。

## 編成

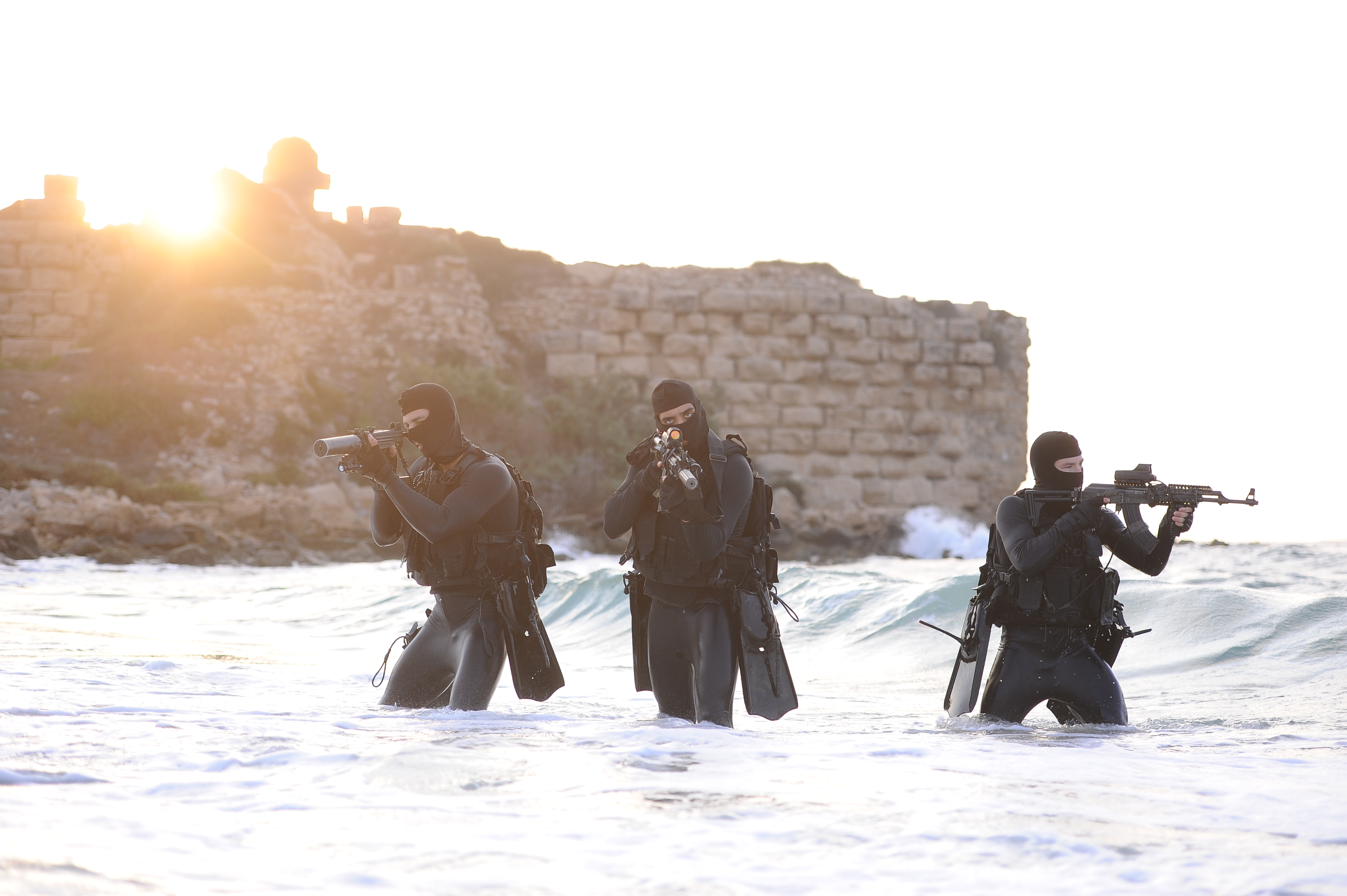
潜水装備を身に付けたシャイェテット・13隊員

シャイェテット・13の編成は役割ごとに分かれており、突入中隊・潜水中隊・水上中隊で構成されている。
- 突入中隊 (Raids) - 海上あるいは海中からの陸上や船舶への侵入・突入。また海上での人質救出および対テロ作戦などを担当する。
- 潜水中隊 (Underwater) - 水中破壊工作、水中での偵察活動、上陸地点の制圧、情報収集などを担当する。
- 水上中隊 (Above Water) - 高速水上艇を使用し他の二つの中隊の作戦をサポートし、また他のイスラエル海軍部隊との合同作戦も行う。

これらの3個中隊は常時互いにサポートし合い、合同で作戦や訓練を行っている。

## 訓練

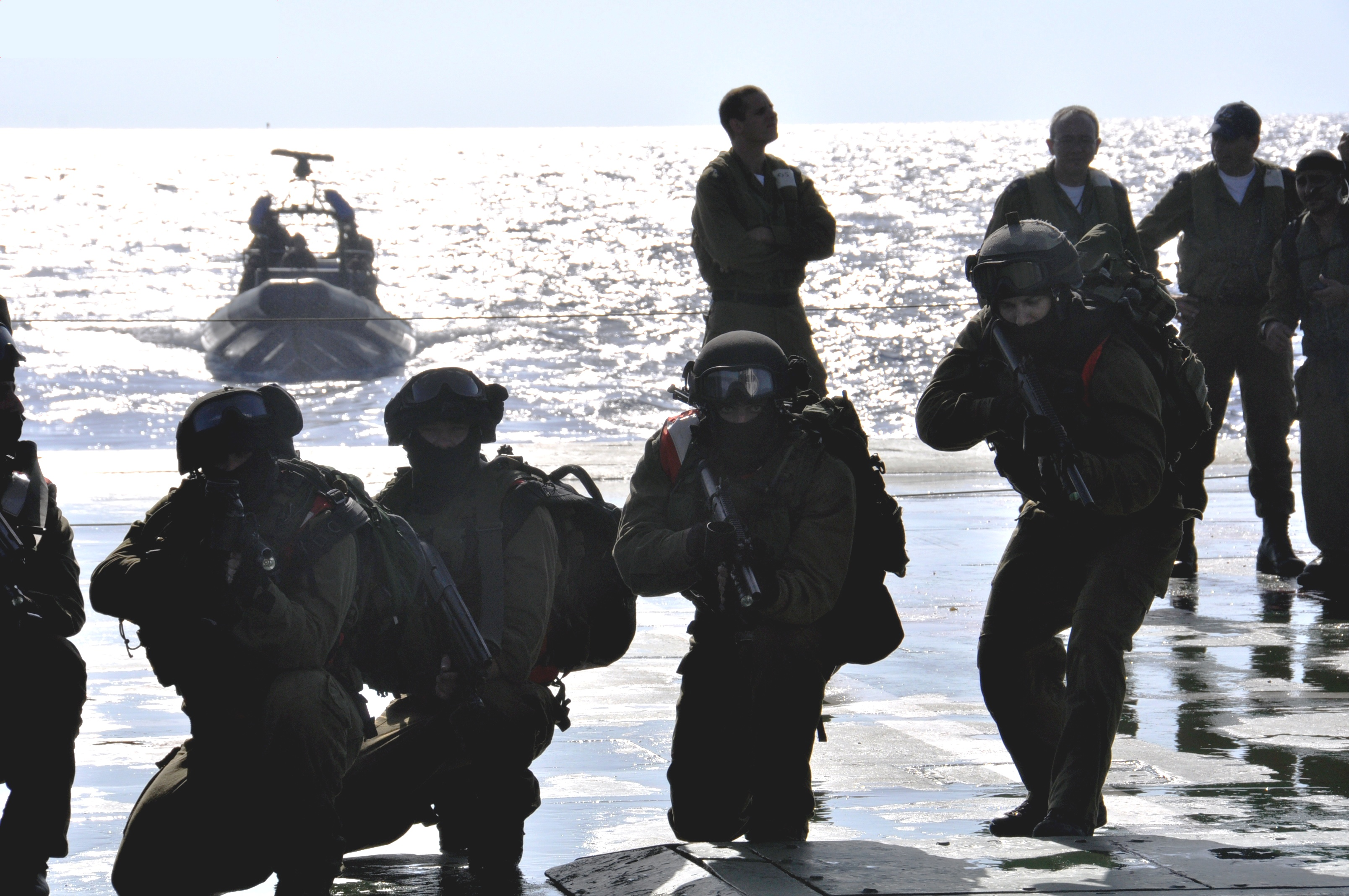
訓練中のシャイェテット・13隊員

シャイェテット・13は新隊員の選考・訓練には20ヶ月を費やし、イスラエル軍の特殊部隊の訓練の中でももっとも過酷なもののひとつである。
選考・訓練課程は以下のようなプロセスに分けられている。
- 選考プロセス。隊員の募集は年に2回行われ、応募者は医療プロフィールを持参する。女性は電子戦オペレーターやナビゲーターの職に就くことは可能であるが、戦闘員はすべて男性である。応募者は医療チェックを受けた後、4日間にわたる心理的・肉体的に過酷な状況下での試験を受ける。このプロセスでほとんどの応募者が落第する。

- 基礎訓練課程。地上軍ナハル旅団と合同での6ヶ月間の基本歩兵訓練および高度歩兵訓練。

- 準備フェーズ。約3ヶ月間にわたり、歩兵訓練、銃火器の使用、パラシュート降下、海上戦の基礎、小型船舶の操縦、遠泳、長距離の行軍、破壊工作などの訓練を受ける。

- 4週間の高度戦闘潜水訓練。この過程ではハイリスクの水中（冷たい水中、暗闇、濁った水中）でのサバイバル訓練が行われる。

- 専門課程。約1年に渡り戦闘潜水訓練、水中破壊工作、ダイビング・小型船舶・あるいは潜水艦を用いての海から陸上への侵攻、あるいは海上へのパラシュート降下が行われる。シャイェテット・13の狙撃兵となる場合、これらの訓練に加えて6週間の狙撃訓練が行われる。この訓練は国防軍狙撃スクールでの3週間の長距離狙撃訓練と、国防軍対テロリズムスクールでの人質救出を目的とした3週間の短距離狙撃訓練に分かれている。この後、隊員は沿岸地域の建物や船舶、あるいは油田のような建造物での対テロ戦闘の訓練を行う。これらの訓練の後、隊員は資質に応じて三種類の中隊、突入中隊・潜水中隊・水上中隊に振り分けられる。

また、これらの訓練中、隊員はイスラエル軍で考案された格闘技であるクラヴ・マガの訓練も行う。

## 装備

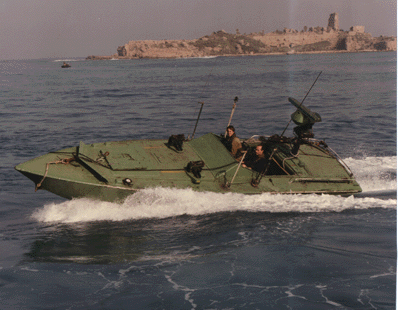
シャイェテット・13が使用していた"ドロール"高速艇

小火器にはAK-47、M4カービン、IMI タボールAR21、UZI、グロック社製のピストル、IMI ネゲヴ、SR-25狙撃銃などを使用する。以下は、シャイェテット・13が海上作戦で使用する装備である。
- リムペットマイン
- ゾディアックボート(RHIB)
- モレナボート(RHIB)
- スヌニット高速戦闘艇

## 在籍していた著名人
- ヨハイ・ベン＝ヌン（英語版） - 創設者にして元海軍少将。イスラエル国立海洋研究所を創業。
- アミ・アヤロン（英語版） - 元労働党のクネセト議員
- エリヤフ・グリックマン（ヘブライ語版） - イスラエル電力公社のCEO